# Евфимий (странническое согласие)
Евфи́мий (1743/1744 — 20 (31) июля 1792, близ Ярославля) — старообрядческий проповедник, писатель, публицист.
Мирское имя неизвестно. В 1770-х годах один из влиятельных лидеров московских филипповцев. Основатель беспоповского страннического (бегунского) согласия.

## Биография
По данным сибирского исследователя старообрядчества А. И. Мальцева, в конце 1760-х годов среди московских филипповцев нашёл укрытие беглый солдат, ставший затем известным как «инок Евфимий».
В 1777 году он принимает монашеский постриг в Топозерском филипповском скиту.
По возвращении в Москву он активно выступал за приведение практической жизни филипповцев в соответствие с идеалами вероучения.
Встретив противодействие со стороны своих влиятельных единоверцев, осенью 1780 году он уехал в Ярославскую губернию.
Через несколько лет он пришёл к мысли о необходимости решительного размежевания с филипповцами, он «перекрестил» (совершил повторное водное крещение) — себя и ещё несколько человек.
В XIX веке община последователей Евфимия превратилась в одно из крупных и влиятельных течений в беспоповщине — «Странническое (бегунское) согласие».

## Сочинения
До настоящего времени установлено семь оригинальных сочинений инока, написанных в разное время.